# Wauters Point
Der Wauters Point (französisch Cap Wauters) ist eine Landspitze, die das nördliche Ende von Two Hummock Island im Palmer-Archipel vor der Westküste der Antarktischen Halbinsel bildet.
Teilnehmer der Belgica-Expedition (1897–1899) unter der Leitung des belgischen Polarforschers Adrien de Gerlache de Gomery kartierten die Landspitze. De Gerlache benannte sie nach dem belgischen Historiker und Archivar Alphonse Wauters (1817–1898), einem Sponsor der Forschungsreise. Das UK Antarctic Place-Names Committee übertrug diese Benennung 1960 in angepasster Form ins Englische.